# Призёры фестиваля Коммиссия
Призёры фестиваля Коммиссия — московского международного фестиваля комиксов.

## Список призёров

### 2002
Вручение призов состоялось в день закрытия фестиваля, 10 февраля в Зверевском центре современного искусства. 

Состав жюри: Макс Фрай (в лице Светланы Мартынчик), Сергей Покровский, Федор Павлов
| Наименование номинации                                                                                         | Автор                          | Название работы                                 |
| --- | ------------------------------ | ----------------------------------------------- |
| Гран-при | Игорь Шагов aka mr. Steps      | «Красная шапка»                                 |
| Арт-при | Люда Стеблянко                 | «Телефон»                                       |
| Лучший сценарий                                                                                                | Арзамас                        | «48 (я спросил учителя…)» по рассказу Д. Хармса |
| «Народная любовь»                                                                                              | Снегирев Андрей                | «Ерошка»                                        |
| Приз компании Rambler «За романтизацию городских пейзажей и оригинальность, особо важную в сетевом творчестве» | Антон Черняк                   | «JaNinJa»                                       |
| Лучший комикс в стиле манга                                                                                    | Татка                          | «Вера»                                          |
| Спец-приз журнала «Хакер»                                                                                      | Богдан                         | «Три богатыря» (стрип)                          |
| Спец-приз журнала «Молоток»                                                                                    | Сергей Медведев                | «Limp бабкиz»                                   |
| Спец-приз «Выбор Макса Фрая»                                                                                   | Антон МЭЙК Константин Комардин | «Общение» «Мой папа —- спутник»                 |

### 2003
Объявление победителей и вручение призов состоялось в день закрытия фестиваля 26 апреля в музее и общественном центре им. А. Д. Сахарова. 

Состав жюри: Макс Фрай (в лице Светланы Мартынчик)
| Наименование номинации | Автор                         | Название работы                  |
| ---------------------- | ----------------------------- | -------------------------------- |
| Гран-при               | Константин Комардин           | «Сайтополис»                     |
| Арт-при                | Lumbricus Terrestris          | «Чужая тайна»                    |
| Лучший сценарий        | Евгений Пронин (Байконурский) | «Вечера на хуторе близ Эль-Пасо» |
| «Народная любовь»      | Алекс Хатчетт                 | «Наемники: Рождество в париже»   |

### 2004
Объявление и награждение призёров состоялось 8 мая в клубе «Нео». 

Состав жюри: Егор Ларичев, Иван Максимов, Пётр Северцев
| Наименование номинации                                               | Автор           | Название работы                                                 |
| -------------------------------------------------------------------- | --------------- | --------------------------------------------------------------- |
| Гран-при Спец-приз компании Motorola «Самый интеллектуальный комикс» | Вадим Рубцов    | «Шут»                                                           |
| Арт-при                                                              | Намида          | «Ла-ла-ла»                                                      |
| Лучшая работа в стиле манга                                          | Татка           | «Надежда»                                                       |
| Лучший сценарий                                                      | Елена Ужинова   | «Александр Сергеевич», «Быть мальчиком», «Веночек», «Про глаз». |
| «Народная любовь»                                                    | KAPUT comics    |                                                                 |
| Лучший flash-комикс                                                  | Бэлла Боева     | «Кто живет у меня под кроватью?»                                |
| Лучший фото-комикс                                                   | Ростан Тавасиев | «Видео/фотосериал о моей бабушке»                               |

### 2005
Объявление и награждение призёров состоялось 5 июня в клубе «35 мм».

Состав жюри: Сергей Кузнецов, Иван Максимов, Егор Ларичев.
| Наименование номинации                   | Автор                         | Название работы                        |
| ---------------------------------------- | ----------------------------- | -------------------------------------- |
| Гран-при                                 | berenica (Екатерина Балашова) | «За дождем»                            |
| Арт-при                                  | Cattish                       | «Boo!»                                 |
| Лучший сценарий                          | Аскольд Акишин                | «Кукольник»                            |
| Приз за потенциально-коммерческий комикс | Алекс Липатов aka Гофман      | «Сталин против Гитлера 2: Воскрешение» |
| Специальное упоминание жюри              | Саша Павлова                  | «Я лечу»                               |

### 2006
Объявление и награждение призёров состоялось 14 мая в клубе «Жесть». 

Состав жюри: Александр Татарский, Александр Герасимов, Пётр Северцев
| Наименование номинации                                     | Автор                      | Название работы                 |
| ---------------------------------------------------------- | -------------------------- | ------------------------------- |
| Гран-при Профессиональное голосование Выбор компании Wacom | Namida                     | «Время Яблок»                   |
| Арт-при                                                    | В. Рубцов                  | «Школа ведунов»                 |
| Лучший сценарий                                            | Алим Велитов               | «Черный банкомат»               |
| Народная любовь:                                           |                            |                                 |
| — Рисованные истории                                       | Андрей Drew Ткаленко       | «Стерва. Мертвый сезон»         |
| — Фото-комикс                                              | MO                         | Пьеса «Подушам»                 |
| — Флеш-комикс                                              | В. Герасимов               | «Правдивая история о Коло Боке» |
| Выбор Оргкомитета                                          | группа «Заможай комикс»    | «Стокгольмский синдром»         |
| Выбор ЛМР                                                  | Саша В.                    | «Шапито»                        |
| Выбор компании Urbanvinil.ru                               | группа «Snurnik + Katyhin» | «2 придурка»                    |

### 2007
Объявление и награждение призёров состоялась 14 мая в кафе «Билингва». 

Состав жюри: Александр Митта, Михаил Маркоткин, Александр Гаврилов
| Наименование номинации                                                                                   | Победитель                   | Название работы                                |
| --- | ---------------------------- | ---------------------------------------------- |
| Гран-при                                                                                                 | Аскольд Акишин               | «Пионерская правда: Horror»                    |
| Арт-при Приз MC Entertainment «Выбор японцев» (Рейндж Мурата и Ямадзаки Коси (издательство Wanimagazine) | Почтенный Стирпайк           | «Kriegsmarine Romance»                         |
| Лучший сценарий                                                                                          | SHAKLL                       | «Mundial»                                      |
| Народная Любовь                                                                                          | Дельфина и Мила              | «Рассказявки о Булкиных»                       |
| Выбор ЛМР                                                                                                | Владимир Герасимов           | «Технологический барьер»                       |
| Фотокомикс                                                                                               | Milk                         | «Girl, two musters of cult and eternal cowboy» |
| Flash | «KOmixSISTERS D&M»           | «Мочилово»                                     |
| Выбор оргкомитета                                                                                        | Максим Богдановский          | «Штучка из восьмого измерения»                 |
| Лучший самиздат                                                                                          |                              | Аль’манах N5                                   |
| Приз Superheroes.ru                                                                                      | Lumbricus                    | «Russian Gothic Adventures»                    |
| Суперприз «Книжного обозрения»                                                                           | Nasataya                     | «Сказка про кролика»                           |
| Приз агентства TomatoFarm                                                                                | Андрей Drew Ткаленко         | «Стерва. Тени прошлого»                        |
| Приз Итальянского института культуры                                                                     | Катарина_Mor (Катя Морозова) | «Упырская работа»                              |
| Приз Марко Солди                                                                                         | Денис Лопатин                | «Помянем!»                                     |
| Специальный приз от Scrabble                                                                             | GALы4                        | «Guild_of_dead_persons»                        |
| Специальная премия имени Наташи Монастыревой                                                             | Александр Егоров             |                                                |

### 2008
Объявление и награждение призёров состоялась 11 мая в кафе «Билингва».

Состав Жюри: Андрей Бильжо, Леонид Каганов, Хосэ Аланис
| Наименование номинации                                         | Победитель             | Название работы                |
| -------------------------------------------------------------- | ---------------------- | ------------------------------ |
| Гран-при                                                       | Женя                   | «КРЫЛЫШКИ»                     |
| Лучший сценарий Приз от Maryjane.ru                            | Chill                  | «Oops»                         |
| Лучший комикс без слов                                         | Rosmary-Linn           | «Метаморфозы»                  |
| Лучшая графика                                                 | Apolinaris             | «Пayтинкa мыслей»              |
| Лучший самиздат                                                | Богдан и Алекс Хатчет  | «Скунс и Оцелот»               |
| Выбор Оргкомитета (премия Наташи Монастыревой)                 | Племяш                 | «Авоткомубреда (про любофф)»   |
| Народная любовь                                                | Виталик Шушко          | «Бессмертныe»                  |
| Лучший фото-комикс                                             | Medfriek               | «Летающий ахтунг!»             |
| Лучший флеш                                                    | Malla ko               | «Never mind!»                  |
| Приз от Андрея Бильжо                                          | Spinoza                | «tool_box_&_bezBileta»         |
| Приз от Франсуа Бука                                           | Zorin_Vasili           | «B.I.G»                        |
| Приз от критика (Хосе Аланис)                                  | Ersh                   | «Говночудовище»                |
| Призы от агентства TomatoFarm и Института итальянской культуры | Отто Виталик Шушко Rei | «Dracula» «Бессмертныe» «Круг» |

### 2009
Объявление и награждение призёров состоялась 10 мая в кафе «Билингва».
| Наименование номинации                         | Автор                                            | Название работы                                                               |
| ---------------------------------------------- | ------------------------------------------------ | ----------------------------------------------------------------------------- |
| Гран-при Народная Любовь                       | Radio/Cattish                                    | «Alabama/Here We Rest»                                                        |
| Арт-при Премия от агентства TomatoFarm         | Zorin_Vasili                                     | «KINK RadiO»                                                                  |
| Гран-сценарио                                  | Sasquatch Игорь Баранько                         | «Шпионские сети»                                                              |
| Лучшая манга:                                  |                                                  |                                                                               |
| — I место                                      | Akeema_SM                                        | «Scary Masquer»                                                               |
| — II место                                     | Мышка Томская Цветок Китаи и Юмена               | «Восьмикот» «Рождение солнышка»                                               |
| Лучший стрип                                   | Жека ака Сыр                                     | «Нюргун Ботур (Якутск для тех, кто там не живет)»                             |
| Альбом года Спецприз Allcomics.ru              | Алексей Пантелеев Алексей Мамедов Роман Сурженко | «Азарт»                                                                       |
| Выбор Оргкомитета (премия Наташи Монастыревой) | Romsok (Роман Соколов)                           | «БЕРЕГИТЕ ГОЛОВУ»                                                             |
| Лучший комикс в категории 18+                  | 04                                               | «mer»                                                                         |
| Лучший фото-комикс                             | Pronin7                                          | «Серия новелл, объединённых одной темой. Общий Купол для всех и для каждого…» |
| Лучший флеш                                    | KOmixSISTERS D&M                                 | «УЛИЦА МИРА»                                                                  |
| Лучший «Детский комикс»                        | Женя Ужинова                                     | «Охота на зайцев»                                                             |
| Лучшая комикс-книга                            | Андрей Устинов (widerkunst)                      | «Свобода это рай»                                                             |
| Приз от ICC                                    | Ersh                                             | «Повесть о Мухе»                                                              |
| Премия критики от итальянцев                   | Romsok (Роман Соколов)                           | «БЕРЕГИТЕ ГОЛОВУ»                                                             |
| Приз от Tvoi.ru                                | Kolobik                                          | «Kotenok i Luna»                                                              |
| Приз WebMoney:                                 |                                                  |                                                                               |
| — I место                                      | Жека ака СЫР                                     | «Муравей и Муравьед»                                                          |
| — II место                                     | mif2000 IMM                                      | «Занимательные факты о Желтых Муравьях» «Муравей»                             |
| — За самый смешной стрип                       | Plemiash                                         | «Желтый муравей & Денежка»                                                    |
| — За самый красивый стрип                      | Komardin                                         | «Новый проект»                                                                |

### 2010[1]
| Наименование номинации   | Автор                  | Название работы                           |
| ------------------------ | ---------------------- | ----------------------------------------- |
| Гран-при Народная Любовь | Radio/Cattish          | «Alabama/Here We Rest»                    |
| Арт-при                  | Бовкун                 | «Хойла Хенки»                             |
| Гран-сценарио            | Роман Соколов          | «КВАС»                                    |
| Лучшая манга             | Akeema                 | «Scary Masquer» (отрывок из второй главы) |
| «Альбом года»            | M5 Studia              | «Непридуманные истории»                   |
| Фото-комикс              | SHEIN_GEN              | «Наши »персы« - это мы?»                  |
| Комиксы детей            | Слава Б                | Приключения Форри и Пикеса                |
| Комикс-книга             | PITON                  | Zombiblia\Зомбиблия                       |
| Стрип                    | Анна LUMBRICUS Сучкова | From RealLife Pi&Lu                       |
| 18+                      | Олег Тищенков (OLEGTI) | flashback to USSR / телевизионная версия  |

### 2011
| Наименование номинации                                                | Автор                                                  | Название работы                                                  |
| --------------------------------------------------------------------- | ------------------------------------------------------ | ---------------------------------------------------------------- |
| Гран-при                                                              | Роман Сурженко                                         | «Шестой»                                                         |
| Искусство комикса (арт-при)                                           | Илья Воронин                                           | «Битва»                                                          |
| Стрипы                                                                | БронзоFF & Жеведь                                      | «ЛИСА vs. ВОРОНА»                                                |
| Манга                                                                 | Алина «Meissdes» Ерофеева Наталия «Noi-albinoi» Девова | «Для блаженных и юродивых»                                       |
| Приз «Чистый лист»                                                    | KOLANIKOLA Оля Матвеева                                | «Не один» «Энциклопедия Дюбуа»                                   |
| Фотокомикс                                                            | SHEIN_GEN                                              | «Ловушка сознания»                                               |
| Комикс-книга                                                          | Виктория Ломаско                                       | «Урок рисования»                                                 |
| Комиксы детей                                                         | EVA KALACH                                             | «Записки о Шерли Холмс. Королева бала»                           |
| Рисованные истории только для взрослых                                | DANMAXX 2011                                           | «Гамлет»                                                         |
| Открытие фестиваля (выбор оргкомитета)                                | KOLANIKOLA                                             | «Не один»                                                        |
| Альбом года                                                           | Игорь Баранько Маша Конопатова                         | «Максим Оса» «Архив ужасов»                                      |
| Призы в поддержку художников, ранее не получавших на фестивале призов | Питерский панк LOGNA Горбунков                         | «Мозги даны чтобы думать? 4» «Nefarius` tales» «Малина в Химках» |
| Выбор оргкомитета «За достижения в области нашего искусства»          | Максим Богдановский                                    |                                                                  |

### 2014[2]

#### Весенняя КомМиссия
| Наименование номинации      | Автор            | Название работы       |
| --------------------------- | ---------------- | --------------------- |
| Народная любовь             | MORTERAPHAN      | «Сияние»              |
| Лучший комикс               | Александр Ерёмин | «Джин»                |
| Лучший комикс-стрип         | Нукевалкер       | «Человек-Предел 2014» |
| Лучшая русская комикс-книга | Даша Конопатова  | «Radio the Band»      |

#### Осенняя КомМиссия
| Наименование номинации | Автор                    | Название работы |
| ---------------------- | ------------------------ | --------------- |
| Комикс                 | Сергей Piton Христенко   | «Хворь»         |
| Манга                  | Евгений Федотов и Богдан | «Якутия»        |
| Стрипы                 | Евгений Федотов          | «Кошки-мышки»   |

### 2015[3]
| Наименование номинации                    | Автор          | Название работы            |
| ----------------------------------------- | -------------- | -------------------------- |
| Высшая лига                               | Артем Траханов | «Прибой»                   |
| Фантастическая КомМиссия с Олегом Дивовым | Настя Данилова | «Смарт»                    |
| Народная любовь                           | Алексей Трошин | «Отто Дикс»                |
| Лучший комикс                             | Scriba & eleth | «Пиджаки и револьверы»     |
| Лучшая манга                              | Idle Antics    | «Долгожданная встреча»     |
| Лучший стрип                              | KODA           | «Ч\б Ересь. Среди демонов» |
| «Для взрослых»                            | Skolzki        | «Алевтина и Тамара»        |

### 2016
| Наименование номинации | Автор           | Название работы     |
| ---------------------- | --------------- | ------------------- |
| Лучший комикс          | Вельга (Фолквэ) | «Огни»              |
| Лучшая манга           | Smoxt           | «Поганчики»         |
| Лучший стрип           | Данила          | «COLONIZATION»      |
| «Народная любовь»      | Карнесса        | «Кстати, о мёртвых» |

### 2017
| Наименование номинации | Автор          | Название работы           |
| ---------------------- | -------------- | ------------------------- |
| Лучший комикс          | R1FLE          | «Виток»                   |
| Лучшая манга           | Asafo&Andis    | «Об идиотах»              |
| Лучший стрип           | Xtatica        | «Не бойся, я с тобой»     |
| «Народная любовь»      | Тарусов Андрей | «Пинапокалипсис: Глава 2» |

### 2018
| Наименование номинации | Автор                     | Название работы        |
| ---------------------- | ------------------------- | ---------------------- |
| Лучший комикс          | Анна Кузина, Юрий Маслов  | «Зонтик для снеговика» |
| Лучшая манга           | Nerior                    | «Укротители духов»     |
| Лучший стрип           | ZhdaNN & Kирилл Ковальчук | «Серые будни магов»    |

### 2019
| Наименование номинации | Автор                         | Название работы   |
| ---------------------- | ----------------------------- | ----------------- |
| Гран-при               | Руслан Гончар                 | «MARETTA»         |
| Лучшая графика         | DREAM ON (Анастасия Кобылина) | «Оборотное зелье» |
| Лучший стрип           | Настя Шульга                  | «Ghosts Stories»  |

Фестиваль комиксов «КомМиссия» и книжный магазин «Лабиринт» провели акцию – ТОП-10 лучших книг комиксов отечественных авторов.

По итогам голосования читателей на фестивале, вошли книги:
- Ольга Лаврентьева: Сурвило (Бумкнига)
- Юлия Никитина: Полуночная земля (Бумкнига)
- Дарья Петушок: Коленки (КомФедерация)
- Гоша Магер: Большой Древнерусский Борщ (КомФедерация)
- Елена Маликова: Антисоциальный клуб (КомФедерация)
- Варвара Леднёва: В Мурманск и обратно. Дневник путешествий в рисунках (Комикс Паблишер)
- Наталия Девова: Экслибриум. Том 6. Бумажный порез (BUBBLE)
- Евгений Федотов: Кошки-мышки. Внутри кота теплота (Комикс Паблишер)
- Алексей Никитин. Хармсиниада. Комиксы из жизни писателей (Бумкнига)

### 2020
Состав Жюри: художник Аскольд Акишин, издатель Михаил Везель, литератор Михаил Хачатуров
| Наименование номинации                                            | Автор                                                               | Название работы                                        |
| ----------------------------------------------------------------- | ------------------------------------------------------------------- | ------------------------------------------------------ |
| Лучший графический роман (больше 32 полос) в категории «Профи»    | Алексей Гордеев, Иван Ешуков                                        | «Chapiteau. Милый доктор»                              |
| Лучший короткий комикс (до 32 полос) в категории «Профи»          | Mariikono (Мария Конопатова)                                        | «Брюссель – 3000»                                      |
| Лучший стрип (не менее 3 выпусков серии) в категории «Профи»      | diowooster (Дарья Солодова)                                         | «Текущее»                                              |
| Лучший графический роман (больше 32 полос) в категории «Любители» | Иван Веденеев, О.Ч. Медленная (Юлия Галиакберова)                   | «Лунный свет»                                          |
| Лучший короткий комикс (до 32 полос) в категории «Любители»       | shittyholiness (Владислав Тюрин)                                    | «Paradigme»                                            |
| Лучший стрип (не менее 3 выпусков серии) в категории «Любители»   | Андрей и Настя Кочетковы                                            | «Настёнка сама по себе»                                |
| Лучший комикс в категории до 14-ти лет                            | Мария Гаврикова Илья Ушаков                                         | «Сгори до золота» «Базар по-птичьи»                    |
| Лучший эксперимент в формате комикса                              | Лена Ужинова                                                        | «Анимат»                                               |
| Лучший комикс на тему фестиваля («Перерождение»)                  | Наталья Акимова                                                     | «Цветок»                                               |
| Спецприз от шеф-редактора сайта godliteratury.ru Михаила Визеля   | Яна Шилова                                                          | «Трикстеры»                                            |
| Спецпризы от онлайн-сервиса bkcomics.ru                           | Aoro (Алёна Медовникова) DaddyAlex (Алексей Романенко) Ольга Дечева | «Морская звезда» «Стасик» «Повседневность Времён Года» |

### 2021
| Наименование номинации                                                       | Автор                                           | Название работы                      |
| ---------------------------------------------------------------------------- | ----------------------------------------------- | ------------------------------------ |
| Лучший графический роман (больше 32 полос) в категории «Профи»               | Артём Безменов                                  | «Встреча с Родиной»                  |
| Лучший короткий комикс (до 32 полос) в категории «Профи»                     | Алёна Носова                                    | «Шостакович»                         |
| Лучший стрип (не менее 3 выпусков серии) в категории «Профи»                 | diowooster (Дарья Солодова)                     | «Текущее»                            |
| Лучший графический роман (больше 32 полос) в категории «Любители»            | Наталья Кондратюк                               | «Почта»                              |
| Лучший короткий комикс (до 32 полос) в категории «Любители»                  | Мария Васильева (Leaselmary)                    | «Вечная старость»                    |
| Лучший стрип (не менее 3 выпусков серии) в категории «Любители»              | Наталья Сорокина (jwitless art)                 | «Про жизнь»                          |
| Лучший комикс в категории до 14-ти лет                                       | Марат Зембатов                                  | «LYN»                                |
| Лучший эксперимент в формате комикса                                         | Алексей Капнинский (Капыч)                      | «Диагноз»                            |
| Лучший комикс на тему фестиваля «Мифотворчество»                             | Сергей Антипин, Саша Панцирь                    | «Кыштымский Карлик»                  |
| Спец-приз от организаторов фестиваля за поиск новых форм в создании комиксов | Варвара Леднёва                                 | «Кит-камень. История в камне»        |
| Спец-приз от издательства «Пешком в историю»                                 | Хохоликова Анна                                 | «Драгоценные ноты»                   |
| Спец-приз от издательства «Альпака»                                          | Наталья Кондратюк                               | «Почта»                              |
| Спец-приз от краудфандинговой площадке «CrowdRepublic»                       | Наталья Кондратюк Артём Безменов Алёна Сластина | «Почта» «Встреча с Родиной» «Серёга» |

## Факты
- Номинация «Лучший комикс в стиле манга» учреждена в 2002 году электронным магазином E-Shop совместно с журналом Sony PlayStation Magazine. В дальнейшем спонсорскую поддержку данной номинации приняло на себя посольство Японии.

- «Премия Наташи Монастырёвой» присуждается не жюри, а оргкомитетом фестиваля.

- Призёр конкурса «КомМиссии» 2002 года художник-график Антон Черняк более известен широкой публике как участник художественной группы ПГ и вокалист рэп-команды «Кровосток».

- Получивший в 2003 году Гран-при фестиваля комикс Константина Комардина «Сайтополис» впоследствии (2005) был выпущен как в виде альбома, так и на DVD в формате анимированного интерактивного комикса (Режиссёр: С. Аврамов), таким образом став первым российским изданием подобного рода.[4]

- Лауреат «КомМиссии» 2008 года Женя (Ужинова) — самый молодой призёр фестиваля. На момент получения гран-при ей исполнилось 7 лет. Впоследствии факт присуждения Жене главного приза фестиваля вызвал ожесточенные споры между участниками, жюри и орг-комитетом «КомМиссии».[5][6][7][8]